# Fontana della Quercia del Tasso
Fontana della Quercia del Tasso är en fontän nedanför Tassos ek (Quercia del Tasso) vid Passeggiata del Gianicolo i Rione Trastevere i Rom. Fontänen utfördes år 1928 av den italienske arkitekten Emanuele Cito Filomarino (1901–1930) och invigdes den 28 oktober året därpå.

## Beskrivning
Fontänen, som är belägen på Janiculums nordsluttning, kröns av en stiliserad tresträngad lyra, vilken alluderar på renässansdiktaren Torquato Tasso och Terpsichore, den lyriska diktkonstens musa. Nedanför lyran flankerar två voluter ett svärd, vilket är dansmusan Melpomene attribut. Ur svärdets parerstång porlar vattnet ner i ett kar nedsänkt i marken.
På fontänens baksida står en vers ur femtonde sången från Tassos epos Det befriade Jerusalem.
På avsatsen ovanför fontänen står en modern sarkofag med två lejonhuvuden.
Ännu längre upp återfinns vad som återstår av den så kallade Tassos ek (Quercia del Tasso), under vilken Tasso brukade sitta och meditera och där han fann inspiration till sin diktkonst.

## Bilder
| - Tassos ek på Janiculum. |